# Henri Trébor

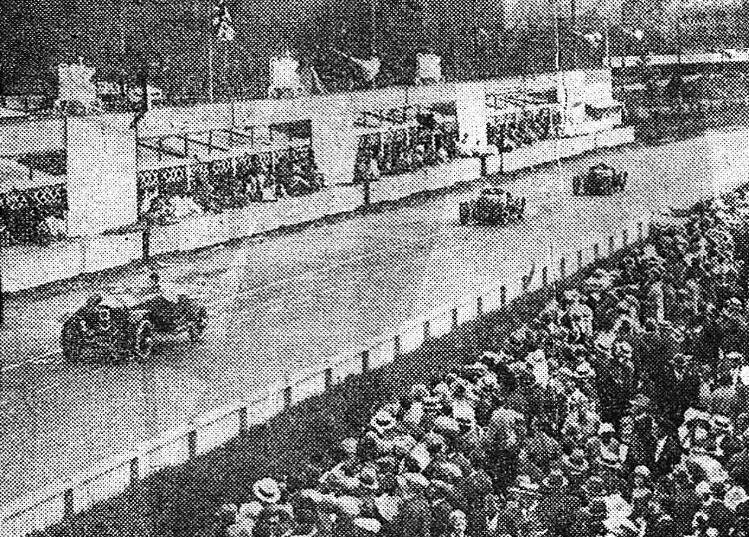
Der Lorraine Sport (Startnummer 9) von Louis Balart und Henri Trébor beim 24-Stunden-Rennen von Le Mans 1931

Comte Henri Robert Trébor de Ganay (* 5. Dezember 1901 in Paris; † 23. Dezember 1969) war ein französischer Autorennfahrer.

## Karriere
Henri Trébor war in seiner Karriere einmal beim 24-Stunden-Rennen von Le Mans am Start. 1931 ging er als Partner von Louis Balart auf einem Lorraine Sport ins Rennen. Mit einem Rückstand von 34 Runden auf die Sieger Francis Curzon und Tim Birkin beendete das Duo das Rennen an der vierten Stelle der Gesamtwertung. 

## Statistik

### Le-Mans-Ergebnisse
| Jahr | Team         | Fahrzeug       | Teamkollege  | Platzierung | Ausfallgrund |
| ---- | ------------ | -------------- | ------------ | ----------- | ------------ |
| 1931 | Henri Trébor | Lorraine Sport | Louis Balart | Rang 4      |              |